# Лелека-тантал індійський
Лелека-тантал індійський (Mycteria leucocephala) — вид птахів родини лелекових (Ciconiidae).

## Поширення
Вид поширений в Пакистані (приурочений до району дельти Інду), Непалі (трапляється влітку в тераях), Індії (широко поширений), Бангладеш (у прибережних регіонах), Шрі-Ланці (досить поширений), Китаї (рідкісний на півдні країни), М'янмі (рідкісний), Таїланді (раніше гніздився на півдні, зараз на межі вимирання), Лаосі (раніше широко розповсюджений, нині рідкісний), В'єтнамі (раніше поширений, нині зрідка трапляються бродяжні птахи), Камбоджі (гніздиться в районі озера Тонлесап).

## Опис
Великий птах заввишки 93–102 см. Розмах крил 150–160 см. Вага 2-3,5 кг. Оперення біле, але з чорними пір'ям на крилах. Голова лиса, без пір'я, червоного кольору. Дзьоб довгий, жовтого кольору. Хвіст і ноги рожеві, а по грудях проходить темна смуга.

## Спосіб життя
Мешкає на мілководних озерах, річках, на густо зарослих берегах, а також на морських узбережжях. Живиться дрібними хребетними (рибою, земноводними, плазенами, ссавцями). Гніздування пов'язане з настанням мусону з вересня по березень. Розмножується в колоніях, що може нараховувати до ста гнізд. Часто гніздиться чаплями, ібісами і бакланами.